# Chú thiên nga xám
Chú thiên nga xám (tiếng Nga: Серая шейка) là một bộ phim hoạt hình của đạo diễn Vladimir Polkovnikov, trình chiếu lần đầu năm 1948.

## Nội dung
Truyện phim dựa theo một câu chuyện cổ tích của nhà văn Dmitry Mamin-Sibiryak, kể về một chú thiên nga xám còn nhỏ tuổi đã biết sử dụng trí thông minh để đánh bại tên cáo gian ác.